# 假面騎士BLACK SUN
《假面騎士BLACK SUN》是於2022年10月28日於Amazon Prime Video平台上架的日本特攝網路劇，為1987年特攝電視劇《假面騎士BLACK》的重製版，也是《假面騎士系列》50週年紀念作之一，由西島秀俊和中村倫也雙主演。

## 故事大綱
2022年的日本，由於政府宣佈人類將與怪人共存，使得國家陷入了政治社会危機。當歷盡滄桑的前護流五無成員「南光太郎」與主張和平共存、年輕的人權護衛者「和泉葵」相遇後，光太郎將面對與昔日同伴「秋月信彥」之間因理想不同而產生的宿命之衝突，兩人的衝突將打破當前社會的現狀，並決定著所有怪人的命運。

## 製作
2019年，《假面騎士系列》「50周年企劃作品」確定將規劃針對成人客群的全新劇集，白石和彌在從東映製片人古谷大輔得知該計畫後表示感興趣的意願；幾個月後，製片人白倉慎一郎推薦白石擔任該劇導演，並透露該項目是1987年系列作《假面騎士BLACK》的重啟。
由於白石此前未曾參與拍攝特攝的工作，因此白倉邀請經驗豐富的特攝導演樋口真嗣來協助充實視覺概念，樋口曾表示：「自己可能不會參與假面騎士」的製作；然而，在得知白石的參與和《假面騎士BLACK》的基礎構成後，樋口則接受此邀約，並在隨後邀請田口清隆擔任特攝總監，後者「毫不猶豫地接受了」。
在觀看了原版的《假面騎士BLACK》後 ，白石開始為本作準備拍攝工作，並著重於原著的「悲傷」，和強調南光太郎與秋月信彥之間的關係。與他之前的作品類似，白石試圖在故事中解決當代日本社會問題，儘管東映的目標是藉此吸引成年觀眾，但白石希望該系列也能讓孩子們喜歡。最終攝影則於2022年3月完成。

### 發表
本作的製作於2021年4月3日，即1971年初代《假面騎士》首播50週年的新聞發布會上發布。在發布會中白石宣布自己擔任導演，並表示「一想到要負責令人驚嘆的《假面騎士BLACK》的重啟版本，我就感到不寒而慄」。由書法家武田雙雲所題字的片名標準字也在該發表會公佈。東映原訂本作的發布日期為2022年春季，並考慮在全球同步發布。
樋口和田口的參與則在2021年10月4日宣布，兩人和白石在節目網站上接受了特別採訪，還宣布一項眾籌活動，其獎勵包括限量重新發行原版《假面騎士BLACK》的變身腰帶玩具，以及在節目額外登場的機會。同年11月21日，東映透過《假面騎士系列》官方網站宣布由西島秀俊及中村倫也飾演劇中主角南光太郎及秋月信彥，並發布了角色的第一張概念圖。
2022年3月19日，宣布拍攝結束，並確定於2022年秋季推出，前導預告則於2022年6月12日公佈，同時宣布作品將透過Amazon Prime Video配信。10月28日，全10集正式於Amazon Prime Video串流平台上架。

## 登場人物
2022年
- 南光太郎／假面騎士BLACK SUN：西島秀俊[1]
- 秋月信彥／假面騎士SHADOWMOON：中村倫也[1]
- 和泉葵(螳螂怪人)：平澤宏宏路
- 小松俊介：木村舷碁
- Darom(三葉蟲怪人)：中村梅雀
- Bishium(翼龍怪人)：吉田羊
- Baraom(劍齒虎怪人)：比堤太田（日语：プリティ太田）
- Birugenia(古代甲冑魚怪人)：三浦貴大
- 蜘蛛怪人：沖原一生（日语：沖原一生）
- 蝙蝠怪人(大蝙蝠怪人)：音尾琢真
- 鯨魚怪人(白長鬚鯨怪人)：濱田岳
- 跳蚤怪人：黒田大輔（日语：黒田大輔(俳優)）
- 金鳳花怪人：筧美和子
- 總理大臣/堂波真一：大柴亨（日语：ルー大柴）
- 官房長官/仁村勲：尾美利德
- 秘書長：寺田農
- 反怪人團體/井垣渉： 今野浩喜（日语：今野浩喜）
- 警察官(怪人犯罪課)黒川一也：川並淳一（日语：川並淳一）
- 尼克：胡阿
- 川本英夫：山本浩司（日语：山本浩司 (俳優)）
- 川本莉乃：内田慈（日语：内田慈）
- 和泉美咲：占部房子（日语：占部房子）
- 小松佐（雀怪人）：並木愛枝（日语：並木愛枝）
- 小松茂雄：野中隆光（日语：野中隆光）

1972年
- 南光太郎（1972年）：中村蒼
- 新城由加里：芋生悠
- 堂波真一（1972年）：前田旺志郎
- 奧利佛·強森：莫克塔爾·迪奧夫（日语：モクタール）
- Darom(三葉蟲怪人)：岡部尚（日语：岡部尚）
- Bishium(翼龍怪人)：櫻井麻七

其他
- 南光太郎（11歳）：岩田琉聖
- 秋月信彦（11歳）：鈴木奏晴
- 南光三：前原滉（日语：前原滉）
- 秋月總一郎：上川周作（日语：上川周作）

## 製作人員
- 導演：白石和彌[15]
- 腳本：髙橋泉[15]
- 音楽：松隈健太
- 美術監督：今村力
- 視覺概念：樋口真嗣[15]
- 特攝導演：田口清隆[15]
- 造型：藤原角星
- 角色設計：小林大祐
- 造型師：伊賀大介
- 攝影：馬場元
- 燈光：西村昌幸
- 整音：浦田和治
- 錄音：三木雄次郎
- 美術：福澤勝廣
- 特技協調員：吉田浩之
- 剪輯：加藤ひとみ
- 音響效果：柴崎憲治
- VFX視覺效果：福嶋 瞬 、カルロス
- 執行製片人：白倉伸一郎
- 企劃策劃：古谷大輔
- 製片人：長谷川晴彦、椋樹弘尚、佐藤雅彦
- 製作單位：角川大映工作室
- 製作：東映株式会社、「假面騎士BLACK SUN」PROJECT

## 音樂

### 主題曲
「Did you see the sunrise?」
主唱 : 超學生
作詞、作曲 : 松隈健太
（10話）
主唱 :倉田哲夫
作詞：阿木燿子、作曲：宇崎龍童、編曲：川村榮二

## 外部連結
- 官方网站 （日語）